# Transporte público en Medellín
Transporte público en Medellín hace referencia al conjunto de sistemas y servicios de transporte colectivo que operan en la ciudad de Medellín y su Área Metropolitana del Valle de Aburrá, en Colombia. La red está conformada por modos de transporte masivo, como el Metro de Medellín, el Tranvía de Ayacucho, las líneas de Metrocable y el sistema de buses de tránsito rápido Metroplús, además de buses urbanos e intermunicipales, taxis, transporte aéreo y servicios complementarios.
El sistema de transporte de Medellín se caracteriza por un alto grado de integración física, operacional y tarifaria bajo el Sistema Integrado de Transporte del Valle de Aburrá (SITVA), que conecta a los diez municipios del área metropolitana. En reconocimientos internacionales, Medellín fue incluida entre las diez ciudades con mejor transporte público del mundo de acuerdo con la revista Condé Nast Traveler, superando a lugares como Washington D. C. (Estados Unidos) y Estocolmo (Suecia), gracias a su sistema integrado, accesible y socialmente inclusivo. Asimismo, la ciudad cuenta con dos terminales de transporte terrestre y dos aeropuertos que articulan la movilidad intermunicipal, regional e internacional.

## Aeropuertos
Medellín cuenta con dos aeropuertos:
- El principal aeropuerto internacional que presta servicios a la ciudad es el Aeropuerto Internacional José María Córdoba, localizado fuera del Valle de Aburrá, dentro de la jurisdicción del municipio de  Rionegro. Desde allí se realizan vuelos nacionales hacia las principales ciudades de Colombia, e internacionales hacia destinos en Estados Unidos, Europa, el Caribe y Centro y Sudamérica, y además conexiones con otros múltiples terminales aéreos del mundo.

- Dentro del perímetro urbano de la ciudad de Medellín está el Aeropuerto Olaya Herrera, que presta servicios de vuelos departamentales y nacionales.

## Metro

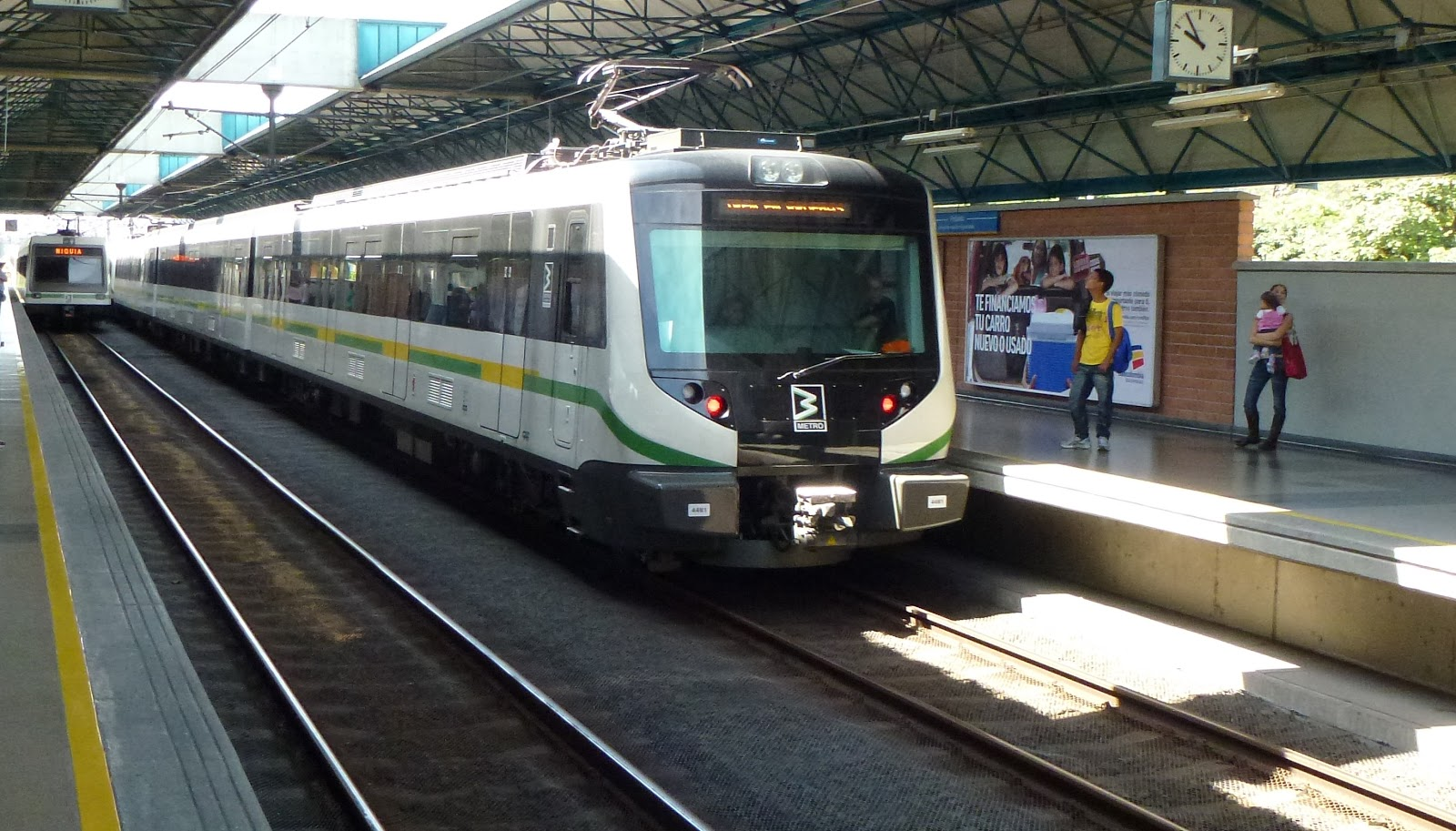
Metro de Medellín.

El metro de Medellín comenzó operaciones en 1995. Su red tiene una longitud de 34,50 km y cuenta con 27 estaciones. Construido tanto a nivel de superficie como en viaductos elevados, cuenta además con sistemas de cables aéreos para los barrios más populares. El metro tiene varias líneas comerciales:
- Línea A, que recorre el área metropolitana de norte a sur
- Línea B, que recorre la ciudad del centro a occidente

Funciona entre las 4:00 y las 23:00 horas y transporta a 1.003.565 pasajeros diarios. Conforma el Sistema Integrado de Transporte masivo del Valle de Aburra junto con los Metrocables, el Metroplús, el Tranvía de Ayacucho, EnCicla y el SIT.

## Metrocable
Se denomina metrocable a un sistema aéreo por cable de transporte masivo, primero en el mundo por su carácter, complementario al Metro de Medellín (Línea A), y que atiende las necesidades de transporte de uno de los sectores menos favorecidos de la ciudad, las comunas nororientales de Santa Cruz y Popular.

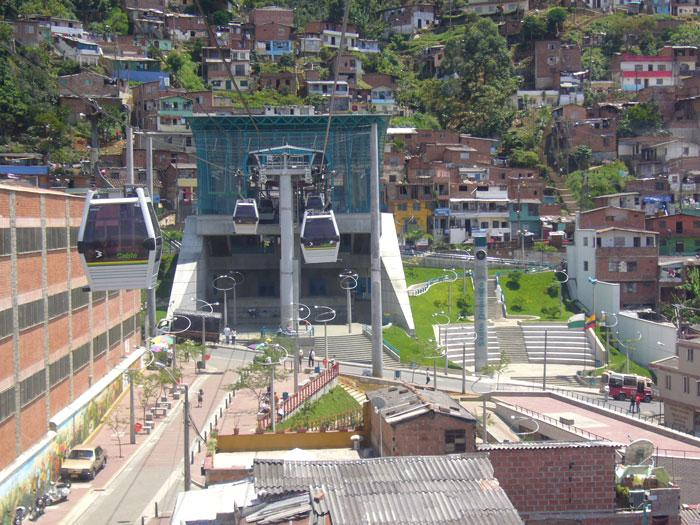
El Metrocable favorece a las clases menos privilegiadas.

La línea K ha servido para integrar al Metro a algunas comunas que habitualmente se encontraban marginadas y de difícil acceso.
Ha sido un experimento de gran éxito en Medellín, pues ha vuelto a ligar a la vida urbana a grandes sectores de las clases populares.
El Metrocable sirve como fuente alimentadora del Metro. Varias otras ciudades de Colombia como Bucaramanga, Cali, Manizales y Bogotá, así como otras en el resto del mundo lo han implementado también, tal es el caso de Caracas, Río de Janeiro, el Valle de México y La Paz.
En el año 2008 se inauguró una nueva línea denominada metrocable Nuevo Occidente o Línea J, y se integra a la línea B del Metro en la estación San Javier.
A inicios de 2010 fue terminada y puesta en operación la línea L que conecta el barrio de Santo Domingo y la línea K con el Parque ecoturístico Arví que tiene un carácter más turístico y que requiere un pago adicional para poder acceder a la misma.
Apostando por nuevas líneas de metrocable a finales de 2016 fue inaugurada la Línea H, que se conecta con la Línea T del tranvía, que entró en operación en 2015, y a inicios de 2019 fue inaugurada la línea M que atienda la demanda de los barrios El Pinal y Trece de Noviembre y que conecta también con el tranvía en la estación Miraflores.
Por último, a mediados de 2021 fue puesta en servicio la línea P o del Picacho, que conecta las comunas noroccidentales de la ciudad, Castilla y Doce de Octubre a través de tres estaciones más otra de tranferencia con las líneas A y K en la estación Acevedo.

## Metroplús
Metroplús: el Sistema Integrado de Transporte Masivo de Mediana Capacidad inició operaciones en diciembre de 2011, mejoró la movilidad en la ciudad y el Área Metropolitana, permitiendo la integración física y de tarifas con el Metro, Metrocable y otras rutas de buses que serán las alimentadoras del Sistema.

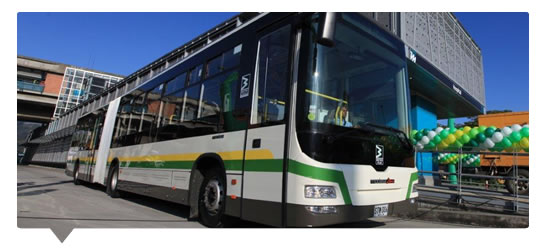
Metroplús

La línea 1 del Metroplús en Medellín es un corredor vial de 12,5 km, con 21 estaciones, siete se sitúan en Belén sobre la calle 30 e inician en la Universidad de Medellín, continuando sucesivamente con estaciones en las carreras 83 (Los Alpes), 80 (La Palma), 76 (Parque de Belén), 70 (Rosales), 66B (Fátima) y 65 (Nutibara), hasta encontrar la primera de transferencia con el Metro, la Estación Industriales. Desde allí, hasta la segunda conexión con el Metro, específicamente con la Línea B en la Estación Cisneros, existiendo una estación entre las dos anteriores al frente del Centro Internacional de Convenciones Plaza Mayor y de la Alpujarra.
Otras tres están distribuidas en la Avenida del Ferrocarril: la Minorista, Chagualo y con la calle Barranquilla, la estación Ruta N. Ya subiendo por Barranquilla se encuentra la correspondiente al Hospital, que se convertiría en la tercera estación de transferencia con el sistema Metro.
Las otras siete estaciones de Metroplús pertenecen a la zona nororiental: la primera ubicada en la carrera 49 (llamada San Pedro, construida pero no abierta al público), y sobre la carrera 45, pleno corazón de Manrique, están ubicadas en las calles 66 (Palos Verdes),  72 (Gardel),  80 (Manrique),  86 (Las Esmeraldas),  y 92 (Berlín), para finalizar en el Parque de Aranjuez.
La línea 2 del sistema, comparte gran parte de su recorrido con la línea 1, desde las estaciones Universidad de Medellín a Industriales, y desde Palos Verdes hasta Parque de Aranjuez, mientras que después de Industriales la línea se desvía yendo por la Calle 29 sin carriles exclusivos hasta llegar a la Avenida El Poblado por donde gira y en donde se encuentran la estación Perpetuo Socorro en la Calle 34 y Barrio Colón en la Calle 41. Más adelante la vía pasa a denominarse Avenida Oriental, y entra al centro de la ciudad en donde además de ya incluir carriles exclusivos, se encuentran otras estaciones ubicadas en las calles 49 (San José) en correspondencia con el Tranvía de Medellín o Línea T, 52 (La Playa), y 57 (Catedral). De ahí se desvía para pasar por el barrio de Prado a través de las carreras 47 o 48 dependiendo del sentido y teniendo una parada sencilla en el mismo barrio, hasta juntarse nuevamente con la Línea 1 en Palos Verdes.
Para mayor efectividad operativa y de demanda de pasajeros, así como de las inversiones en el Sistema Metroplús estudió con detenimiento la extensión de su red, la pretroncal sur, denominada Línea 3 a lo largo de las avenidas El Poblado y Guayabal, para involucrar ambos corredores dentro del Sistema Integrado de Transporte Masivo del Valle de Aburrá SITVA. Este proyecto se encuentra en la etapa de diseño y tiene las siguientes características generales:
Avenida El Poblado: constará del trayecto comprendido entre la estación Aguacatala del metro ubicada en la Calle 12 Sur, y el casco urbano de Envigado. Contará con estaciones localizadas en el separador central de la vía; no se tendrá carril exclusivo sino preferencial, donde los buses compartirán la vía con el tráfico regular.
Avenida Guayabal: serán 4,2 km de recorrido desde el límite con el Municipio de Itagüí hasta la Estación Aguacatala, con siete estaciones localizadas en el separador central.
En Medellín los vehículos están unidos por una articulación que le dará movilidad, buses llamados articulados, y su capacidad es de 160 personas, equipados con tres puertas de acceso, caja automática y suspensión neumática que garantiza un viaje cómodo y confortable.
En las pretroncales se utilizarán buses más pequeños, con capacidad de 80 personas aproximadamente. En Envigado, los buses tendrán puertas al lado izquierdo, mientras que en Itagüí se requiere ingreso por ambos lados porque en este municipio hay estaciones a la derecha y a la izquierda; además cuando se empalma con la troncal Medellín, el sistema utilizará estaciones centrales.
Cada bus está dotado de un moderno sistema de monitoreo que permitirá conocer su ubicación exacta, llevar registro y control de los tiempos de desplazamiento y reportar cualquier emergencia que se presente.

## Tranvía

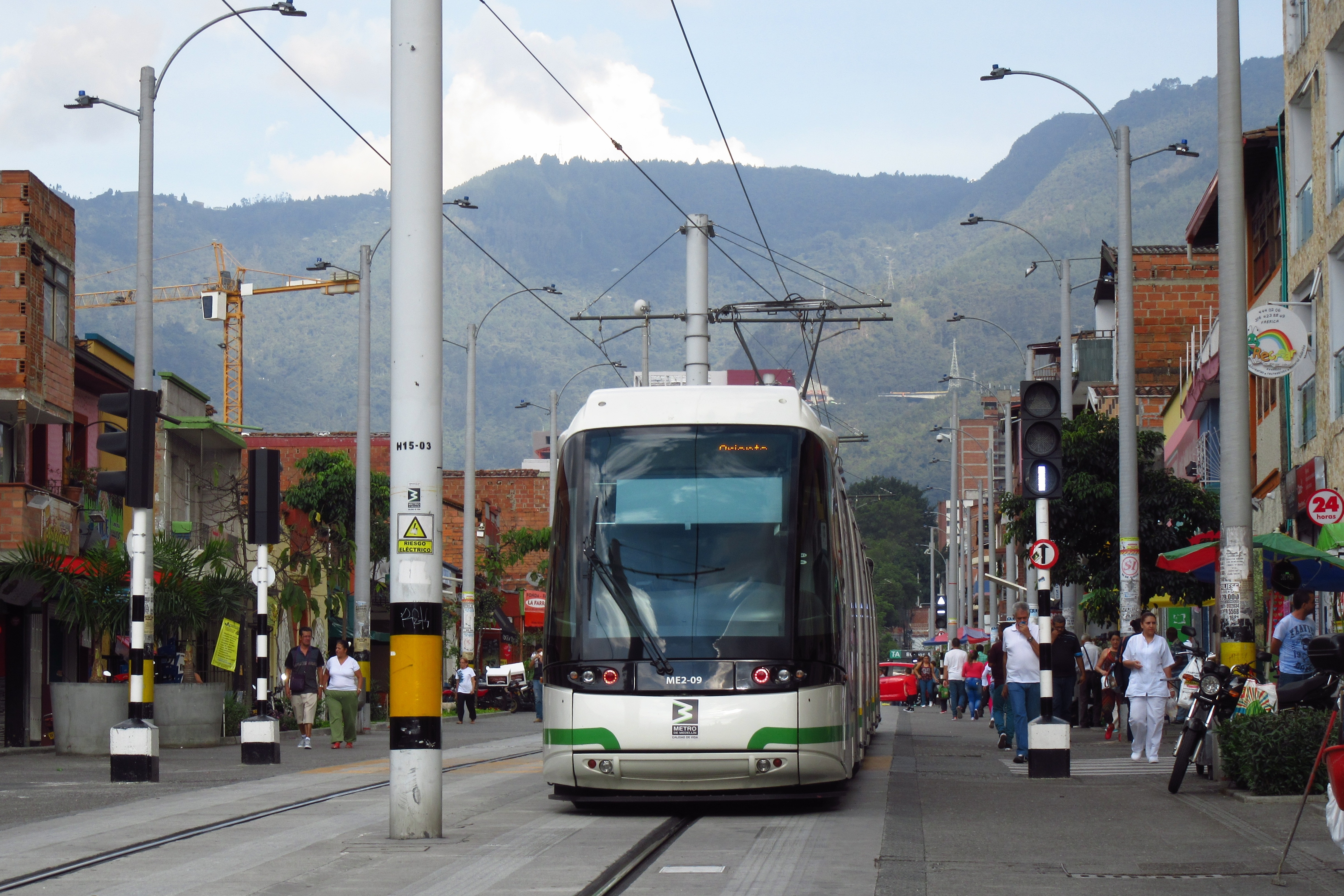
Tranvía de Ayacucho.

La línea T del Metro de Medellín o Tranvía de Ayacucho fue inaugurada el 15 de octubre de 2015 y la operación comercial comenzó el 30 de noviembre. Es una línea de tranvía, con tecnología Translohr, utilizada como sistema de transporte masivo de mediana capacidad. Puede transportar a 5.400 pasajeros por hora sentido. La red cuenta con una flota de 12 tranvías, que viajan a una velocidad una velocidad promedio de 30 km/h.
Cuenta con tres estaciones y seis paradas, cuatro con integración a otras líneas y todas a nivel. Del centro hacia el oriente, estas son: San Antonio (estación de transferencia con las líneas A y B del metro), San José (de transferencia con la línea 2 del Metroplús), Pabellón del agua EPM, Bicentenario, Buenos Aires, Miraflores (estación de transferencia con la línea M), Loyola, Alejandro Echavarría y Oriente (estación de transferencia con la línea H).
Sirve directamente a la comuna de La Candelaria con dos estaciones y dos paradas y a la comuna de Buenos Aires con dos estaciones y tres paradas.
Se ha planteado también un proyecto de tipo tren ligero llamado "Metro de la 80" que iría por el occidente de la ciudad comunicando además con otras estaciones del sistema de transporte; actualmente se encuentra en fase de preconstrucción, específicamente de adquisición de predios para poder comenzar con las obras.

## Escaleras eléctricas
El Sendero de conexión Independencias es un sistema de transporte público tipo escalera mecánica ubicado al aire libre en el barrio Las Independencias, sector de la comuna 13 - San Javier de Medellín, Antioquia, Colombia. Está conformado por dos tramos denominados Sendero Independencias I y Sendero de conexión Independencias II, que fueron construidos para mejorar la movilidad peatonal en una zona de fuerte pendiente topográfica, históricamente marginada, con limitada accesibilidad y altos índices de violencia. Ambos tramos están integrados funcionalmente al Sistema Integrado de Transporte del Valle de Aburrá —SITVA—, aunque no están sujetos a recaudo tarifario.

## Buses

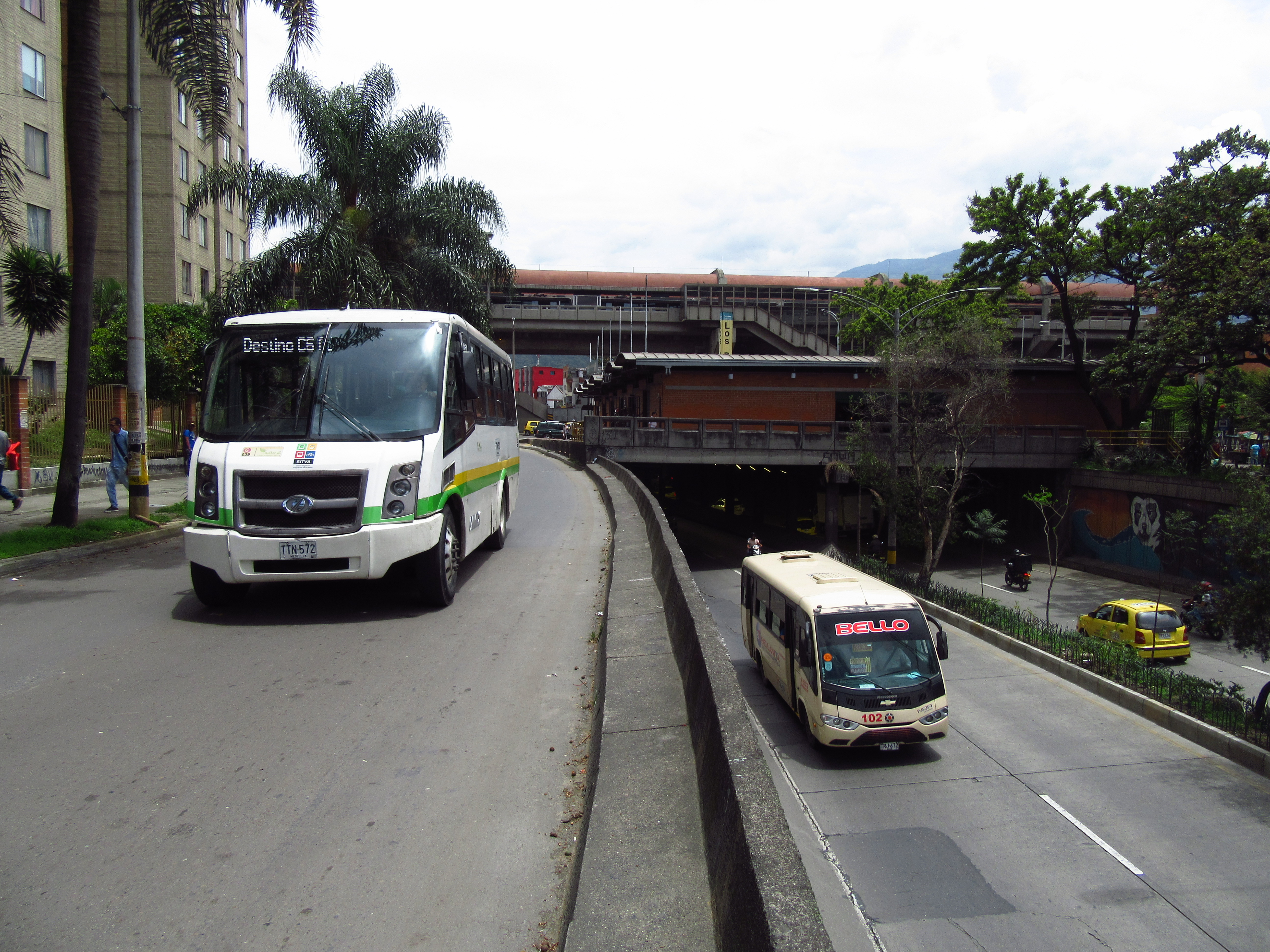
Buses en la avenida Oriental con carrera 50.

Cuenta la ciudad con un sistema privado de buses urbanos que atiende todas las zonas del municipio, aunque este sistema carece de una óptima planeación y proyección. La norma general actual es que todos los buses lleven al centro de la ciudad. Sin embargo, hay algunos circuitos que se apartan de esta norma, entre los que se pueden destacar el Circuito Universitario (Rutas 300 y 301), que recorre los principales centros universitarios de la ciudad, y el circuito Circular Sur, que recorre el área sur de la ciudad.
El evidente problema de contaminación ambiental y de ruido que afronta Medellín lo debe en parte a sus buses urbanos. En la ciudad todavía está permitido llevar pasajeros de pie, e incluso pasajeros de sobrecupo, especialmente para las zonas más populares.
El pasaje de bus se le paga directamente al conductor. No obstante, la administración está trabajando arduamente, en 2007, para cambiar este esquema económico del transporte urbano público privado y evitar los inconvenientes que de él se derivan.
El Sistema Integrado de Transporte Masivo del Valle de Aburrá SITVA, integra algunas de las rutas de buses privados con el servicio público del metro. Mediante el SITVA, el usuario, adquiriendo un solo tiquete, puede transportarse y trasbordar entre bus, metro, metrocable y metroplús.

## Taxis

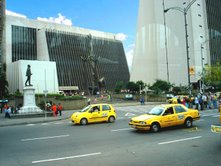
Es muy abundante el servicio de taxis en la ciudad.

La ausencia en Colombia de un sistema más estructural que regule las licencias sobre transporte en taxi, ha traído como consecuencia que ciudades como Medellín afronten una saturación de este tipo de vehículo. Con datos de 2011, en el área metropolitana hay cerca de 27.000 taxis registrados, con una sobreoferta de 2.896 vehículos.
Esta situación contribuye a una alta congestión vehicular en la metrópoli, al punto que es de uso familiar la expresión "la mancha amarilla", dado que todos los taxis de la ciudad son de este color y se ven multitudinariamente por todos lados, aportando más o menos la mitad del flujo vehicular de la ciudad en muchas ocasiones. Pero, por otra parte, escasamente faltará un taxi disponible para quien lo requiera.
Entre las numerosas empresas de taxi de la ciudad, algunas cuentan con servicios bilingües al inglés.
El servicio de pedido de taxi por teléfono es el más usual y seguro. Hay muchas empresas que prestan servicios intermunicipales.

## Terminales de Transporte Intermunicipal
Medellín cuenta con dos terminales de transporte intermunicipal:
- Terminal de Transporte Intermunicipal del Norte: ubicada en la zona noroccidental de la ciudad, en el barrio Caribe (se puede acceder a ella por medio de la Estación Caribe del Metro de Medellín). Presta servicios de autobús para las zonas situadas al oriente y al norte de Antioquia: Bogotá, Tunja, Santander, y a las principales ciudades de la Costa Norte de Colombia: Cartagena de Indias, Barranquilla, Santa Marta, Sincelejo, Montería, Magangué y otras.

- Terminal de Transporte Intermunicipal del Sur: ubicada en la zona suroccidental de la ciudad, en el barrio Guayabal. Presta servicios de autobús hacia el sur de Antioquia, también al Oriente antioqueño, a las principales ciudades del Eje cafetero como Manizales, Pereira y Armenia, al departamento del Tolima y a las principales ciudades del sur de Colombia como Cali, Ibagué, Neiva, Popayán y Pasto.

Las terminales de transporte de Medellín son además modernos centros comerciales con servicios bancarios y de telecomunicaciones.

## Estadísticas de transporte público
De acuerdo con el reporte realizado por Moovit en julio de 2017, el promedio de tiempo que las personas pasan en transporte público en Medellín, por ejemplo desde y hacia el trabajo, en un día de la semana es de 66 min., mientras que el 12% de las personas pasan más de dos horas todos los días. El promedio de tiempo que las personas esperan en una parada o estación es de 11 minutos, mientras que el 14% de las personas esperan más de 20 minutos cada día. La distancia promedio que la gente suele recorrer en un solo viaje es de 5.9 km, mientras que el 5% viaja por más de 12 km en una sola dirección.